# Гопкінс (річка)
Го́пкінс — річка у південно-західній частині Вікторії, Австралія. Бере свій початок поблизу Арарата і впадає до Басової затоки.